# Askerhallen
Askerhallen – kryte lodowisko położone w Asker, na którym swoje mecze rozgrywa drużyna hokejowa GET-ligaen – Frisk Asker. Obiekt powstał w 1969 roku i może pomieścić 2 400 widzów.